# Mont Kanasuta
Pour les articles homonymes, voir Kanasuta.
Le mont Kanasuta est une colline située à Arntfield, dans l'ouest du Québec, entre la frontière de l'Ontario et de la ville de Rouyn-Noranda, à proximité du lac Kanasuta.

## Toponymie
Le nom de la montagne proviendrait du nom algonquin de la rivière Kanasuta, Kanisoteg Sibi et signifie « là où il y a trois rapides ». Selon le géologue Obalski, les Algonquins nommaient autrefois la rivière Kamasuta ou Kamatwesing qui se traduit par « endroit où l'on entend un son, un bruit ». Selon James White Kanasuta signifie en ojibwé « endroit où les diables dansent ». Il avait d'ailleurs désigné la colline sous le nom de Swinging Hills, nom qu'elle garda jusqu'en 1971.

## Géographie
Le mont Kanasuta est situé dans le Nord-Ouest du Québec à environ 30 km à l'ouest du centre-ville de Rouyn-Noranda, dans la ville du même-nom, et à 8 km de la frontière de l'Ontario. Il est situé dans une pénéplaine du bouclier canadien avec quelques collines s'élevant du territoire, dont le mont Chaudron, les collines Kékéko et les collines Abijévis. La montagne est composée de deux sommets, le plus élevé à 500 m d'altitude et celui du centre de ski à 475 m. Elle est située sur la ligne de partage des eaux séparant le bassin hydrographique du Saint-Laurent de celui de la baie d'Hudson.

## Histoire
Le mont Kanasuta est situé non loin d'une ancienne route de portage importante avant la colonisation de la région. Cette route permettait de relier l'Outaouais au lac Abitibi. Pierre de Troyes passa d'ailleurs par ce portage lors de son expédition pour détruire les forts anglais de la baie d'Hudson en 1686. Une légende algonquine est associée à la montagne. Elle aurait été le lieu d'une féroce bataille entre un bon et un mauvais manitous. Un chaos de blocs entre les deux sommets de la colline, nommé la « caillasse d'Enfer », serait un vestige de cette bataille.
La station de ski alpin est aménagée sur la montagne en 1961.

## Sports d'hiver
Haute de 147 mètres, cette colline abrite une petite station de ski avec 11 pistes dont 3 éclairées, un télésiège à quatre places, un téléski arbalète et de l'équipement pour la création de neige artificielle.
C'est une des deux seules stations de ski en Abitibi-Témiscamingue avec le mont Vidéo.